# 上田浦駅
上田浦駅（かみたのうらえき）は、熊本県葦北郡芦北町大字井牟田にある肥薩おれんじ鉄道線の駅。駅番号はOR05。

## 歴史

### 駅名の由来
当駅が葦北郡田浦村（設置当時）の北部（上部）に設置され、既に開業していた肥後田浦駅の上方に位置しているのが由来。

### 年表
- 1952年（昭和27年）10月10日：国鉄鹿児島本線の駅として開設[1]。
- 1962年（昭和37年）4月1日：業務委託駅となる（日本交通観光社に委託）[2]。
- 1965年（昭和40年）10月1日：交換設備設置。
- 1970年（昭和45年）9月30日：荷物扱い廃止[1][3]。CTC導入に伴い無人駅化[4]。八代駅の被管理駅になり、海水浴客が多い7月上旬から8月末日のみ有人駅の体制になる。
- 1987年（昭和62年）4月1日：国鉄分割民営化によりJR九州に承継[1]。
- 1989年（平成元年）8月31日：夏季限定の有人営業最終日。
- 1990年（平成2年）4月：木造駅舎解体。駅舎跡地にログハウス風の駐輪場が竣工。完全無人駅化。
- 2004年（平成16年）3月13日：九州新幹線の部分開業に伴う鹿児島本線（八代駅 - 川内駅間）経営移管により、肥薩おれんじ鉄道の駅となる[5]。
- 2011年（平成23年）8月21日：一日限りの限定イベントとして当駅の駅舎やホームを利用して駅カフェを開催。
- 2016年（平成28年）11月5日：「全国地紅茶サミットinみなまた」のイベントの一環として、水俣駅 - 当駅発着臨時列車が運行され、沿線散策や紅茶テイスティングのイベントを開催。
- 2019年（令和元年）10月1日：駅ナンバリング導入に伴い駅名標を更新。英語表記を「Kami Tanoura」から「Kami-Tanoura」に変更。

## 駅構造

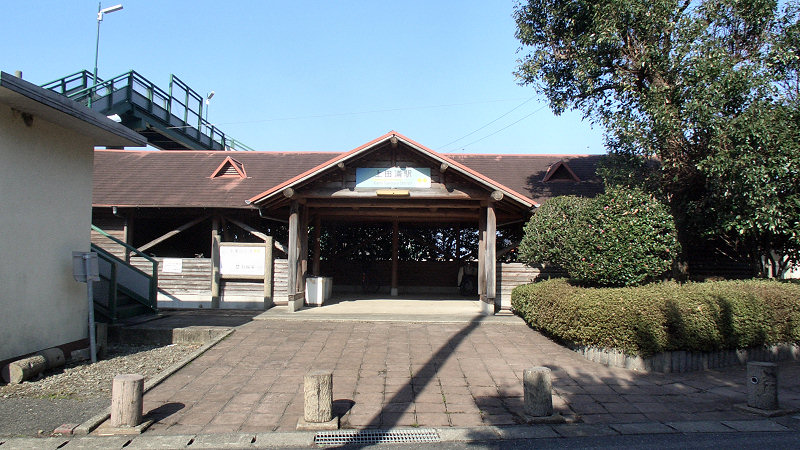
一見すると駅舎に見える駐輪場（2006年12月）

島式ホーム1面2線を有する地上駅。無人駅となっている。駅前には1990年に建てられたログハウス風の駐輪場が立っている。
トイレは開業当初からの木造のもので小便器と男女共用の汲取り式が設置されている。
かつては現在の駐輪場の立つ場所に白い木造駅舎が立っており、開業から1970年までは出札窓口と待合室のある有人駅であった。無人化された後の待合室は通勤通学者の自転車駐輪場になっていたが、駅周辺には黄金ヶ浜海水浴場があり民宿や海の家が多く、夏休みになると日帰りまたは民宿に宿泊する海水浴客で駅が賑わったこともあり、駅舎が存在していた1989年までは夏休み期間の7月 - 8月末まで管轄元八代駅から職員が数名派遣され、期間限定で終日有人駅になっていたが、海水浴利用者の低迷や老朽化による駅舎解体などのため1990年以降は夏季も終日無人駅となった。
開設時は1面1線の棒線駅だったが、国鉄の輸送力増強のため1965年10月にホームを博多方に移設の上交換設備が設置された。また、1960 - 70年代には海水浴客輸送のため夏休みシーズンになると急行かいもん等優等列車が臨時停車したり、熊本駅方面から当駅止まりの臨時列車が設定されていた時期もあった。1969年のCTC導入後は当駅折り返しの臨時列車は佐敷駅まで延伸する形で廃止されたが、優等列車の臨時停車は1970年代まで続けられた。

### のりば
| のりば | 路線                | 方向 | 行先                 | 備考 |
| ------ | ------------------- | ---- | -------------------- | ---- |
| 1      | ■肥薩おれんじ鉄道線 | 下り | 佐敷・水俣・出水方面 |      |
| 2      | ■肥薩おれんじ鉄道線 | 上り | 八代・新八代方面     |      |

## 利用状況
| 1日乗降人員推移 | 1日乗降人員推移 |
| 年度            | 1日平均人数     |
| --------------- | --------------- |
| 2011年          | 40              |
| 2012年          | 28              |
| 2013年          | 24              |
| 2014年          | 20              |
| 2015年          | 20              |
| 2016年          | 16              |
| 2017年          | 19              |
| 2018年          | 20              |
| 2019年          | 18              |

## 駅周辺
周辺は山と海が迫った狭い場所で、駅周辺と北側の山肌に井牟田地区の民家があるのみである。
当駅に停車する列車本数が多いため秘境駅とまではいかないが、他の当路線の駅と違って幹線道路からかなり離れており、山側を通る幹線の薩摩街道（国道3号）へは山道で繋がってはいるものの道幅は余り広く無く、山や峠を蛇行しながら迂回するため6km以上離れている。海沿いにも道があり両隣の駅まで繋がっていて山道を通るよりは近道だが、道幅が最大でも1.4m程度と大変狭く2010年から当駅 - 肥後二見駅間に5m幅の生活道路（県道二見田浦線・2013年3月22日部分開通）が整備され道路事情が改善されるまでは隣の肥後二見駅とは軽自動車以上の大きさの自動車は通行不可能であった。駅周辺も土地が狭く駅前広場（ロータリー）や駐車場は設けられていない。
街が駅を中心に海側と山側に分かれ、横断用の踏切が町外れにしか無いため、ホームの中間にある地下水路の横に地元住民が作った横断用の通路が設けられている。

### 黄金ヶ浜海水浴場と街並み
当駅の海側民家のすぐ裏手には黄金ヶ浜海水浴場があり、ホームや跨線橋からも眺めることが出来る。海岸から見える夕陽が黄金色に見えることが「黄金ヶ浜」の由来である。
かつて当駅は隣駅の肥後二見駅近くの二見海水浴場と共に熊本県内有数の避暑地として知られ、1960年代から1970年代前半をピークに1980年代中頃までは夏季になると大勢の一般の海水浴客や臨海学校の児童生徒が訪れて賑わっていた。特に当駅の黄金ヶ浜海水浴場は駅の目の前が海水浴場で波や潮の流れも年間を通じて非常に穏やかだったことから多くの海水浴客に親しまれ、ピーク時は前述のように優等列車が臨時停車したり当駅止まりの臨時列車が設定される程の混雑ぶりで、周辺には海水浴客のために多数の民宿や商店、食堂が軒を連ねていて大変賑やかであった。駅近くにあった田浦町立井牟田小学校の児童達も夏季はプール代わりに海水浴場を使用して授業していた。その名残で現在でも海岸の中に数本のコンクリート製監視台や飛込み台が残っている。
しかし
- 海水浴場自体や砂浜が規模が小さく手狭だったこと
- 道路交通網の整備が進み自動車やバスが広く普及して鉄道以外の移動手段が向上したこと
- 黄金ヶ浜海水浴場が前述の理由で自動車で行きにくく団体バスの乗り入れも事実上不可能だったこと
- 近隣に御立岬公園海水浴場、芦北マリンパークビーチ等他の大規模な海水浴場開発や整備が進められたこと
- 観光レジャー多様化により海水浴客自体が減少したこと
- 水俣病発生による海洋汚染や風評被害の影響が強かったこと

等の理由により次第に客足が遠退き始め、1980年代末期には当駅を訪れる海水浴客が著しく低迷していた。さらに井牟田地区で深刻な過疎化が進み、井牟田小学校も1996年4月1日限りで近隣の田浦町（現・芦北町）立田浦小学校に統合される形で廃校になり、2000年代に入ると海水浴場の利用者はほとんどいなくなった。現在は民宿や海の家等の海水浴客向け商業施設は全て廃業しており周辺は閑散としている。今でも海水浴場自体は廃止されてはいないが、砂浜は長年整備されておらず、かつての賑わいと面影は残っていない。
当路線が国鉄だった頃は駅近くに国鉄指定保養所「黄金荘」が建てられ、多くの国鉄職員やその家族連れも海水浴のために当地を訪れていた。しかし1987年4月1日の国鉄の分割民営化で「黄金荘」は廃止され、その後取り壊されて現存しない。
民宿や商店（海の家、食堂など）を改装してそのまま一般民家にした建物が多く、駅前の街並みに民宿街だった当時の面影を残している。

### その他の施設
- 上田浦地区社会教育センター - 1996年に閉校した田浦町立井牟田小学校の校舎をそのまま使用した文化教育施設で、災害時の避難場所にも指定されている。

## 各種イベント
当駅は普段は長閑で閑静な駅であるが、八代海に最も近く景観も大変良いことから、駅構内で時折ユニークなイベントが開催されている。
駅カフェ（2011年6月21日開催）
当駅の眺めの良さに着目した肥薩おれんじ鉄道と熊本県や芦北町を中心とした地元活性化協議会が主催となり、芦北町の観光PRと鉄道利用を促す目的で10:00 - 19:00まで一日限りで開催された。駐輪場に机と座席、ホームにも数本のビーチパラソル、机、椅子、音楽用スピーカーを設置し、音楽を流した上で地元特産の佐敷カレーやフルーツをふんだんに使ったスイーツなど様々なメニューが用意された。
第16回全国地紅茶サミットinみなまたwith秋のローズフェスタ（2016年11月5日開催）
当日、エコパーク水俣で開催された「第16回全国地紅茶サミットinみなまたwith秋のローズフェスタ」の一環として水俣駅 - 上田浦駅間で和紅茶＆スイーツ臨時列車が午前と午後の計2往復運行され、国鉄時代以来久々に当駅発着の列車が設定された（但し当駅では水俣方面への折返し運転が出来ないため、当駅で乗客を下車させた後は隣の肥後二見駅まで回送され、再び当駅まで回送で折返して当駅より乗客を乗せて水俣駅へ戻る形で運行された）。当駅では駅構内と沿線散策や和紅茶テイスティング等のイベントが行われた。

## 隣の駅
肥薩おれんじ鉄道
■肥薩おれんじ鉄道線
肥後二見駅（OR04） - 上田浦駅（OR05） - たのうら御立岬公園駅（OR06）